# (322510) Heinrichgrüber
(322510) Heinrichgrüber est un astéroïde de la ceinture principale.

## Description
(322510) Heinrichgruber est un astéroïde de la ceinture principale. Il fut découvert le 10 octobre 1990 à Tautenburg par Freimut Börngen et Lutz Dieter Schmadel. Il présente une orbite caractérisée par un demi-grand axe de 2,58 UA, une excentricité de 0,20 et une inclinaison de 4,4° par rapport à l'écliptique.

## Compléments